# Свенска Фенстер Арена
Стадион «Свенска Фенстер Арена» (швед. Svenska Fönster Arena) — спортивное сооружение в Эдсбюн, Швеция. Сооружение предназначено для проведения матчей по хоккею с мячом. Арену для домашних игр использует команда по хоккею с мячом «Эдсбюн». Трибуны спортивного комплекса вмещают 5 000 зрителей.
Открыта арена в 2003 году.
Инфраструктура: искусственный лёд, крыша.

## Информация
- Адрес: Эдсбюн, Ovanåkersvägen, 31 (Edsbyn)
- Ранее называлась «Дина Арена» (швед. Dina Arena). C 1 августа 2013 года носит название «Свенска Фенстер Арена»[1].